# Burghley House
Burghley House és un palau rural anglès del segle xvi situat prop de la ciutat de Stamford (Lincolnshire) encara que, de fet, es troba en el comtat de Cambridgeshire.

## Història
Burghley va ser construït per Sir William Cecil, primer Baró Burghley i canceller de la reina Elisabet I d'Anglaterra, entre 1555 i 1587. L'edifici, va passar després als seus descendents, els marquesos d'Exeter, i ara és propietat d'una societat familiar.

## Estil
El palau és un dels exemples més coneguts de l'arquitectura isabelina i barroca.

## Burghley House en el cinema
- Pride & Prejudice
- El Codi Da Vinci
- Elizabeth: l'edat d'or